# 威廉·雅各·魯坦
威廉·雅各·魯坦（荷蘭語：Willem Jacob Luyten，1899年3月7日—1994年11月21日）是一位荷蘭裔美國天文學家。

## 生平
魯坦生於當時是荷屬東印度的印尼爪哇島三寶瓏。母親是 Cornelia M. Francken，父親 Jacob Luyten 是一位法語教師。
他在11歲時觀測了哈雷彗星，從此讓他對天文學著迷。魯坦能說九種語言。1912年他和家人一起回到荷蘭，他進入阿姆斯特丹大學學習天文學，並於1918年獲得學士學位。
他在22歲時在萊頓大學獲得博士學位，是埃希纳·赫茨普龙的第一位博士學生。1921年他前往美國，首個工作是在利克天文台。1923年到1930年魯坦在哈佛大學天文台工作，其中1928年到1930年是在南非布隆泉的天文觀測站，他在南非遇到了他的妻子 Willemina H. Miedema，並於1930年2月5日結婚。
1931年回到美國後他進入明尼蘇達大學任教到1967年，之後擔任榮譽退休教授直到去世。

## 研究
魯坦研究恆星的自行，並發現了許多白矮星。他也發現了一些近距離恆星，例如魯坦星和高自行的恆星系魯坦726-8，該系統其中一顆恆星是耀星鯨魚座 UV。

## 榮譽
獎項
- 1964年詹姆斯·克雷格·沃森獎
- 1968年布魯斯獎

命名事物
- 小行星1964
- 魯坦星

## 外部連結
- National Academy of Sciences biography （页面存档备份，存于）
- Willem Jacob Luyten 1968 Bruce Medalist （页面存档备份，存于）